# Monument a la Sardana (el Masnou)
El Monument a la Sardana és un monument del municipi del Masnou (Maresme) inclòs en l'Inventari del Patrimoni Arquitectònic de Catalunya. Va ser inaugurat el 6 de setembre de 1975.

## Descripció
Monument públic dedicat a la sardana integrat a l'espai que unifica el carrer del Pintor Domènech Farré amb l'avinguda de Cusí i Fortunet mitjançant unes escales per salvar el desnivell.
El monument se situa entre els dos trams laterals de les escales i està format per un pilar o menhir al voltant del qual hi ha sis figures molt estilitzades de ferro en forma de siluetes, que representen dansaires units per les mans. El pilar del mig de la rotllana és de granit, igual que la resta del conjunt, té l'antic escut del Masnou enlairat, i a la part baixa s'hi pot llegir: "MASNOU A LA SARDANA / 6 IX 1975". Aquest grup de balladors està situat en un parterre enjardinat. A la paret del fons, també de granit, hi ha els escuts de les quatre províncies catalanes.